# Timbres du tremblement de terre de 1923
Après le tremblement de terre du 1er septembre 1923, des timbres-poste sont fabriqués en urgence et émis dans la région de Tokyo le 25 octobre 1923. Ils doivent remplacer les stocks de timbres détruits pendant le séisme qui a dévasté Tokyo et Yokohama.

## Historique
Dans les jours suivant le tremblement de terre du 1er septembre, une fois que les victimes ont été secourues, le gouvernement japonais rétablit l'administration, notamment les services postaux. Cependant, les bâtiments de l'administration postale ont été détruits, ainsi que l'imprimerie et les stocks de timbres. Dans les décombres se trouvaient notamment les timbres prévus pour le mariage du prince Hirohito et de Nagako Kuniyoshi et qui devaient être émis en novembre 1923. Cependant, des timbres envoyés à l'avance pour servir dans les territoires sous mandat japonais (îles Carolines, Mariannes et îles Marshall) sont rapatriés et offerts aux invités de la noce.
Plutôt que de faire expédier à Tokyo des timbres depuis les villes de province, le gouvernement décide de l'émission d'une série provisoire.
En 1925, des timbres au type de 1913 sont réémis car le poinçon a été retrouvé intact dans les décombres des bâtiments de l'administration postale.

## Description
Neuf valeurs sont mises en vente le 25 octobre 1923 et sont retirées le 3 avril 1925.
Deux illustrations ont servi dont une du mont Fuji. Pour gagner sur le temps de fabrication, les timbres sont imprimés en offset, sans gomme et non dentelés (des entreprises ont pu denteler leur stock par commodité). Le tirage total est de 990 079 707 exemplaires.